# Yamaha SR
Yamaha SR är en snöskoterserie som introducerades 1971 där S:et stod för Sport och R:et stod för Racing (tävling). SR:en kom då i en 433 cm² modell som utvecklade 45 hk. Namnet på snöskotern var SR433. SR-serien var designad för tävling och motorerna var högpresterande tvåtaktare med fartvindskylning. Motoreffekten på snöskotrarna är imponerande även med dagens mått SR433B 55 hk samt, SR433C ca 70 hk medan SR643 utvecklade hela 105 hästkrafter. Yamaha introducerade med dessa maskiner slidesboggin.  Nytt var också CDI-tändning. Både SR-433 och SR-643 fanns mellan 1971 och 1973. Racingvarianten av SR433 utvecklade 80 hk med alkoholinsprutning.
Motortekniskt var SR-serien fartvindskylda tvåcylindriga tvåtaktare. 
I början nittonhundraåttiotalet introducerade Yamaha en ny serie av SR-snöskotrar nu kallade SR-V där V:et stod för fem och kom från cylindervolymen på motorn. Snöskotern hade fått ny framfjädring, den så kallade TS-fjädringen. Denna snöskoter skulle säljas fram till mitten av 1990-talet.

## SR-serien år från år
1971 Första modellen av SR utkom detta år. SR443:an byggdes i 125 exemplar och utvecklar ca 45 hk. Med alkoholinjektion utvecklar motorn 80-85 hk. Källan för detta är Totallyamaha (TY) och stöds av Yamahas egen sida som heter Epic Yamaha där snöskotern presenteras. Enligt broschyrerna finns ingen SR detta år och enligt Yamaha Part Directory (YPD) finns inte heller SR.
1972 SR433B och SR643 släpptes. SR433B utvecklar ca 55 hk och den större 643:an utvecklar hela 90 hk. Källa här är TY. Enligt YPD fanns varken SR433 eller SR643 detta år. Broschyrer från samma tid visar inte heller på någon produkt som heter SR, däremot finns den med på en opresenterad bild i broschyren från 1972 där rör det sig om en SR643.
1973 SR433C och SR643B släpptes. SR433C utvecklar ca 70 hk och den större SR643B utvecklar 105 hk. En omtvistad modell är SR292 som utvecklar 50 hk, Yamaha Part Directory menar att Yamaha tillverkade denna maskin först 1975 medan TY säger att det inte tillverkades någon SR efter 1973. Faktum är att snöskotern finns med i skoterpress från året 1973, så SR292C existerade 1973. Huruvida det fanns någon 1975 förtäljer inte historien. Intressant är dock att Dan Öberg körde Sr 433 i Sverige redan 1971. Sveriges första professionella snöskotercrossförare körde för Yamahastallet och på försäsongen vann Yamaha 90 procent av alla tävlingar de ställde upp i.
1974 SR-serien ersattes med GPX-serien. Här går fakta isär, författarens uppfattning är att TY är mer trovärdig i uppgifterna om att SR-serien lades ned 1974 medan Yamahas egen sida Yamaha Part Directory påstår att det fanns tre SR-modeller efter 1973. Se 1975 och 1978. 
1975 året innan gjordes inga SR-maskiner men återkom med SR643 1975, och även en ny modell kallad SR292 introducerades. SR643 årgång -75 var ganska annorlunda än 1973 års koter, boggien var en blandning mellan hjulboggie och slides. Huven var tagen från en GP men man hade ett stort hål framme för att få in fartvind. Man hade också monterat handtagsvärmare om man skulle köra långlopp med den. Den var inte lika lätt och lika effektfull som gamla SR643B från 1973 och denna maskin hette kort och gott SR643. SR292 var gjord för isracing och var stöpt i samma form som de övriga SR-maskinerna förutom SR643 alltså extrema racingmaskiner. SR292 utvecklade ca 50 hk.
1978 kom SR433 vilken hade i princip en supertrimmad SW440-motor. Huven var tagen från GP och på samma sätt som med SR643 från 1975 hade man öppnat ett gigantiskt hål i huven för luftinsläpp för kylning av motorn. Snöskotern var tänkt som komplement till de nya SRX:arna men då för långlopp.
1980 kom SR-V eller SR540 som den kom att heta senare. SR540 var den första produktionsskotern från Yamaha med den nya framfjädringen som i Yamahas fall kom att heta Yamaha TS. I folkmun kallades den strutsben eller cykelpumpar. Yamaha var nu på väg att gå ifrån den klassiska bladfjädringen och komforten var en helt annan än tidigare maskiner.
1981 kom SR540E och förändringarna var små, mest kosmetiska.
1982 kom SR540F kom med ny sits, smärre förändringar i chassi och en ny primärvariator.
1983 kom SR540G hade smärre förändringar i primärvariatorn och nya emblem. Nytt för detta år var boggin. SR540G kunde fås med krängningshämmare.
1984 kom SR540H och nyheten för året var en ny sekundärvariator och givetvis nya emblem. Borta var krängningshämmaren.
1985 kom SR540J, nyheten för året var att det fanns en racingversion av SR540, med annat insugningrör och reed-ventiler. Den hade också andra topplock än standard för SR540J. Inofficiellt kanske den kallades SR540I men uppgifter saknas om det. Nytt för året var en ny primärvariator och den inofficiella versionen hade också en annan sekundärvariator. Krängningshämmaren var tillbaka som tillval på SR540J.
1986 kom SR540K, den fanns även i en inofficiell version. Det fanns alltså två olika versioner av den på marknaden. En med andra reedventiler och annat insugningsrör. Nytt var annars förutom dekaler en ny oljetank på K-modellen och smärre förändringar i sekundärvariatorn.
1987 kom SR540L, borta var den inofficiella versionen. En ny sekundärvariator likadan som på 1985 och 1986 års modeller av den inofficiella versionen av SR540. I övrigt bara smärre förändringar.
1988 kom SR540M, den hade egentligen inga nyheter från tidigare modell, till och med dekalerna vara desamma.
1989 kom SR540N, det var samma maskin som SR540M. Nya dekaler för året i rött och silver.
1990 kom SR540P, det var samma maskin som SR540N, inklusive dekaler.
1991 kom SR540R, det var samma som tidigare men med nya dekaler och en ny blå färg. Det här var också sista Yamaha SR540 eller SR-V.